# Eidsvågholmane
Eidsvågholmane est une île norvégienne du comté de Hordaland appartenant administrativement à Bergen.

## Description
Rocheuse et couverte d'arbres, elle s'étend sur environ 82 m de longueur pour une largeur approximative de 50 m. Elle compte une habitations. 